# Regierung von Aruba
Die Regierung von Aruba besteht seit 1986 aus dem Ministerrat (Kabinett), der sich aus sieben Ministern und dem Ministerpräsidenten zusammensetzt. Vor der Selbständigkeit Arubas gehörte die Insel zur Verwaltung der Niederländischen Antillen.
Die erste eigene Regierung war das Kabinett Henny Eman. Die Regierung und ihre Mitglieder bestimmen die Politik des Landes und werden durch das Parlament (Staten van Aruba) kontrolliert. Die Regierung arbeitet mit dem niederländischen König, der durch einen Gouverneur vertreten wird, zusammen. Es gibt auch einen bevollmächtigten Minister, der von der Regierung Arubas nominiert wird. Er hat seinen Sitz in den Niederlanden. Dieser Minister vertritt die Interessen Arubas in den Niederlanden und ist Mitglied des Nationalen Rates der Minister der Niederlande. Aruba hat keine Staatssekretäre.

## Liste der Regierung
(Die jeweils erstgenannte  Partei in der Liste stellt den Ministerpräsidenten)
| Kabinett    | Präsident          | Partei             | von              | bis               |
| ----------- | ------------------ | ------------------ | ---------------- | ----------------- |
| Eman I      | Henny Eman         | AVP, PPA, ADN, PDA | 1. Januar 1986   | 1989              |
| Oduber I    | Nelson Oduber      | MEP, PPA, ADN      | 1989             | 1993              |
| Oduber II   | Nelson Oduber      | MEP, PPA, ADN      | 1993             | 1994              |
| Eman II     | Henny Eman         | AVP, OLA           | 1994             | 1998              |
| Eman III    | Henny Eman         | AVP, OLA           | 1998             | 30. Oktober 2001  |
| Oduber III  | Nelson Oduber      | MEP                | 30. Oktober 2001 | 8. November 2005  |
| Oduber IV   | Nelson Oduber      | MEP                | 8. November 2005 | 31. Oktober 2009  |
| Eman I      | Mike Eman          | AVP                | 31. Oktober 2009 | 30. Oktober 2013  |
| Eman II     | Mike Eman          | AVP                | 30. Oktober 2013 | 17. November 2017 |
| Wever-Croes | Evelyn Wever-Croes | MEP, POR, RED      | 30. Oktober 2013 | heute             |